# Stazione di Fukushima (Hanshin)
La stazione di Fukushima (福島駅?, Fukushima-eki) è una stazione ferroviaria di Ōsaka e si trova nel distretto di Fukushima-ku. La stazione è nelle immediate vicinanze delle stazioni di Fukushima JR e Shin-Fukushima, dove è possibile interscambiare rispettivamente con la linea Circolare di Ōsaka e con la linea JR Tōzai.

## Linee
Ferrovie Hanshin
■ Linea principale Hanshin

## Struttura
La stazione è realizzata in sotterranea e dispone di due marciapiedi laterali che possono ospitare treni fino a 8 casse, con due binari centrali passanti.
| 1 | ■ Linea principale Hanshin | per Umeda                                 |
| 2 | ■ Linea principale Hanshin | per Amagasaki, Sannomiya, Akashi e Himeji |

## Stazioni adiacenti
| «                                 | Servizio                 | »                        |
| Linea principale Hanshin          | Linea principale Hanshin | Linea principale Hanshin |
| --------------------------------- | ------------------------ | ------------------------ |
| Umeda                             | Locale Semiespresso      | Noda                     |
| Tutti gli altri treni non fermano |                          |                          |